# Gnophaela vermiculata
Gnophaela vermiculata (tên tiếng Anh: Bướm đêm xe cảnh sát) là một loài bướm đêm thuộc phân họ Arctiinae, họ Erebidae. Nó được tìm thấy ở phần phía tây của Hoa Kỳ và tây nam Canada, from British Columbia to California, phía đông đến New Mexico và phía bắc đến Manitoba.

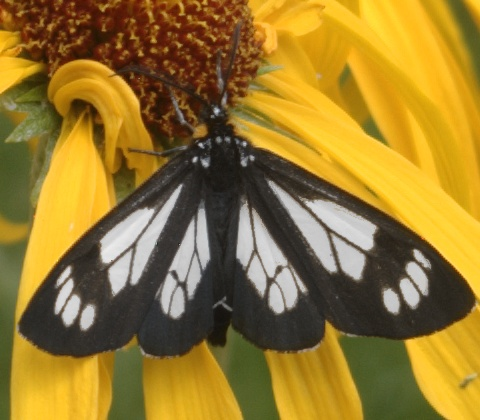

Sải cánh dài khoảng 54 mm. Con trưởng thành bay vào cuối hè và fly during the day. Có một lứa một năm.
Ấu trùng ăn các loài Mertensia, Lithospermum và Hackelia. Adults feed on nectar of various herbaceous flowers, bao gồm Cirsium và Solidago.

## Hình ảnh

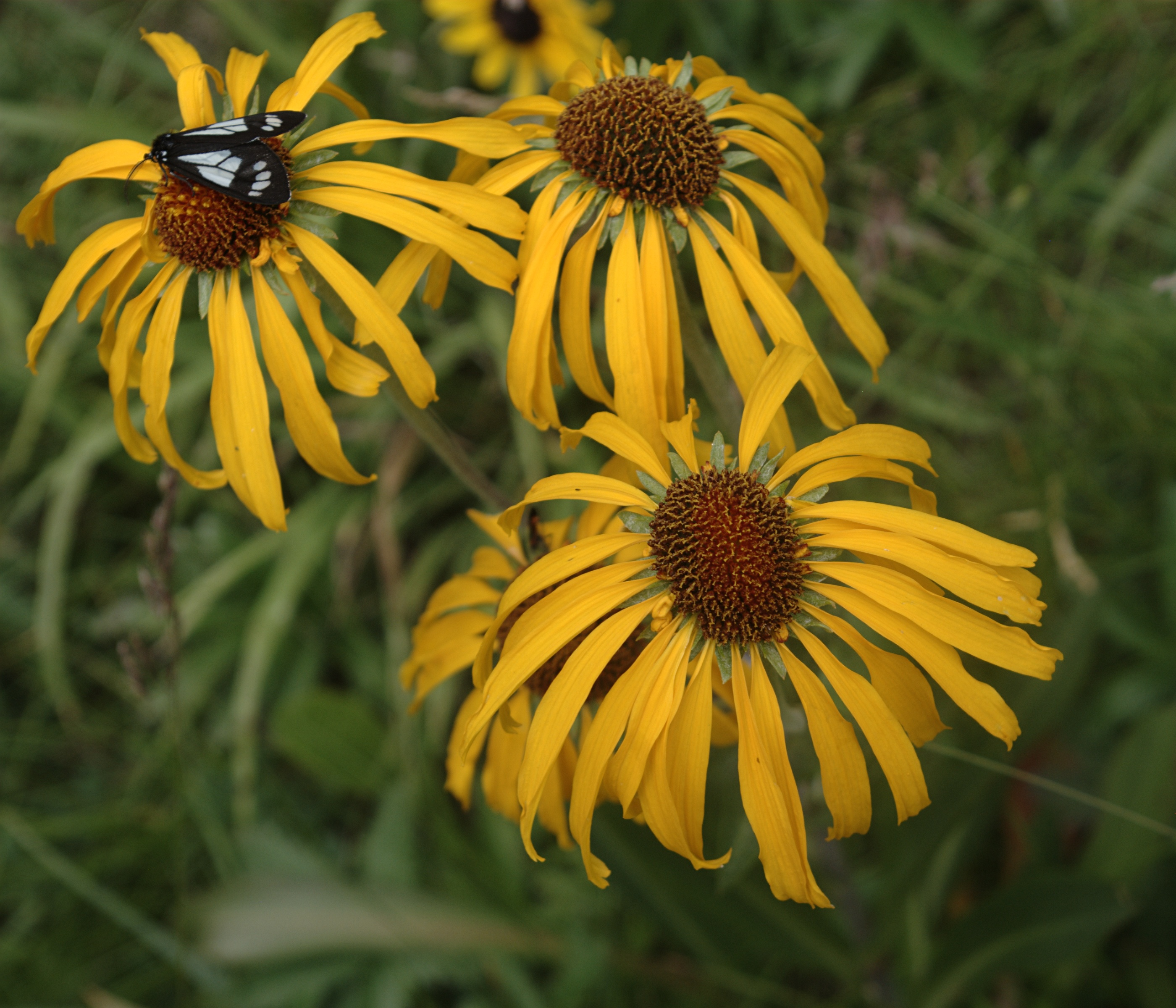